# Meteusarcus
Meteusarcus is een geslacht van hooiwagens uit de familie Gonyleptidae.
De wetenschappelijke naam Meteusarcus is voor het eerst geldig gepubliceerd door Roewer in 1913. 

## Soorten
Meteusarcus is monotypisch en omvat slechts de volgende soort:
- Meteusarcus armatus